# حياة البراري
حياة البراري مسلسل أنمي يحكي قصص عن حياه الحيوانات في البراري .